# Lực lượng Bảo vệ bờ biển Ấn Độ
Lực lượng Bảo vệ bờ biển Ấn Độ (tiếng Anh: Indian Coast Guard, tên viết tắt là ICG) là cơ quan thực thi pháp luật hàng hải, bảo vệ biên giới biển và tìm kiếm cứu nạn, cứu hộ trên biển của Ấn Độ có thẩm quyền đối với các vùng lãnh hải bao gồm vùng tiếp giáp và các vùng đặc quyền kinh tế, được chính thức thành lập vào ngày 1 tháng 2 năm 1977 theo Đạo luật Lực lượng Bảo vệ bờ biển năm 1978 của Quốc hội Ấn Độ. Lực lượng này hoạt động dưới sự chỉ đạo của Bộ Quốc phòng.
Lực lượng này hợp tác chặt chẽ với Hải quân Ấn Độ, Bộ Nông nghiệp và Phúc lợi Nông dân, Bộ Tài chính, Lực lượng Cảnh sát Vũ trang Trung ương và Sở Cảnh sát Tiểu bang.

## Lịch sử
Việc thành lập Lực lượng Bảo vệ Bờ biển Ấn Độ lần đầu tiên được Hải quân Ấn Độ đề xuất nhằm cung cấp các dịch vụ hàng hải phi quân sự cho quốc gia. Vào những năm 1960, buôn lậu hàng hóa thông qua đường biển đang đe dọa nền kinh tế nội địa của đất nước Ấn Độ. Cục Hải quan Ấn Độ thường xuyên kêu gọi Hải quân Ấn Độ hỗ trợ tuần tra và ngăn chặn trong nỗ lực chống buôn lậu.
Ủy ban Nagchaudhuri được thành lập với sự tham gia của Hải quân Ấn Độ và Không quân Ấn Độ để nghiên cứu vấn đề. Vào tháng 8 năm 1971, Ủy ban xác định yêu cầu phải tuần tra bờ biển rộng lớn của Ấn Độ, thiết lập cơ quan đăng ký các tàu đánh cá xa bờ để xác định mọi hoạt động bất hợp pháp và thành lập một lực lượng vũ trang có năng lực và được trang bị tốt để ngăn chặn các tàu tham gia các hoạt động bất hợp pháp. Ủy ban cũng xem xét số lượng và tính chất của thiết bị, cơ sở hạ tầng và nhân sự cần thiết để cung cấp các dịch vụ đó.
Đến năm 1973, Ấn Độ bắt đầu mua các trang thiết bị và bắt đầu cử nhân sự từ Hải quân Ấn Độ thi hành các nhiệm vụ chống buôn lậu và thực thi pháp luật, theo quy định của Đạo luật Duy trì An ninh Nội bộ. Hải quân Ấn Độ nhận thấy rằng bản chất thực thi pháp luật của những nhiệm vụ này khác so với nhiệm vụ cốt lõi của họ là nghĩa vụ quân sự. Do đó, Sourendra Nath Kohli, khi đó là Tham mưu trưởng Hải quân, đã đưa ra khuyến nghị với Bộ trưởng Bộ Quốc phòng nêu rõ sự cần thiết phải có một lực lượng hàng hải riêng biệt để thực hiện các nhiệm vụ đó và đề nghị hỗ trợ Hải quân trong việc thành lập lực lượng này. Vào ngày 31 tháng 8 năm 1974, Bộ trưởng Bộ Quốc phòng đệ trình một công hàm lên Bộ trưởng Bộ Nội vụ đề xuất nội các hành động theo khuyến nghị của Đô đốc Kohli.
Và kết quả là, vào tháng 9 năm 1974, nội các trong chính phủ Ấn Độ đã thành lập Ủy ban Rustamji, dưới sự chủ trì của Khusro Faramurz Rustamji, với sự tham gia của lực lượng Hải quân, Không quân và Bộ Tài chính để kiểm tra những lỗ hổng trong an ninh và thực thi pháp luật giữa Hải quân Ấn Độ cùng các lực lượng cảnh sát trung ương và tiểu bang. Việc phát hiện ra dầu khí ngoài khơi Bombay High càng nhấn mạnh thêm sự cần thiết của dịch vụ bảo vệ và thực thi pháp luật hàng hải. Ủy ban đã đệ trình đề xuất thành lập Lực lượng Bảo vệ bờ biển Ấn Độ trực thuộc Bộ Quốc phòng vào ngày 31 tháng 7 năm 1975. Tuy nhiên, sau đó là một sự tranh cãi về quan liêu, với việc Bộ trưởng Bộ Nội vụ đưa ra khuyến nghị đặt lực lượng này trực thuộc Bộ Nội vụ. Sau đó, Thủ tướng Ấn Độ lúc đó là Indira Gandhi đã bác bỏ ý kiến trên và quyết định chấp nhận khuyến nghị ban đầu của Ủy ban Rustamji để đặt lực lượng này trực thuộc Bộ Quốc phòng.
Lực lượng Bảo vệ bờ biển Ấn Độ ra đời vào ngày 1 tháng 2 năm 1977, được trang bị 5 tàu hộ tống nhỏ và 5 tàu tuần tra được chuyển giao từ Hải quân Ấn Độ. Nhiệm vụ và chức năng của lực lượng này được xác định trong Đạo luật Lực lượng Bảo vệ bờ biển, được Quốc hội Ấn Độ thông qua vào ngày 18 tháng 8 năm 1978 và có hiệu lực ngay lập tức.
Phó Đô đốc V. A. Kamath của Hải quân Ấn Độ được bổ nhiệm làm Đô đốc. Thủ tướng Ấn Độ Morarji Desai duyệt Đội danh dự tại lễ ra mắt lực lượng. Phó Đô đốc Kamath đề ra một kế hoạch 5 năm nhằm phát triển lực lượng thành một lực lượng hùng mạnh vào năm 1984, nhưng toàn bộ tiềm năng của kế hoạch này chưa được hiện thực hóa do khủng hoảng nguồn lực về kinh tế.
Một trong những thành công lớn nhất trong lịch sử hoạt động của lực lượng này diễn ra vào tháng 10 năm 1999, với việc bắt giữ một con tàu chở hàng của Nhật Bản được đăng ký ở Panama, tên là MV Alondra Rainbow, bị cướp ở ngoài khơi Indonesia. Cả đoàn thủy thủ đã được cứu ở ngoài khơi đảo Phuket (Thái Lan). Con tàu đã được sơn lại và đổi tên thành MV Mega Rama, bị phát hiện ngoài khơi cảng Kochi (Ấn Độ), hướng về Pakistan. Con tàu bị ICGS Tarabai và INS Prahar (K98) của Hải quân Ấn Độ truy đuổi và bắt giữ. Đây cũng là vụ bắt giữ thành công băng nhóm cướp biển có vũ trang đầu tiên trong hơn một thế kỷ qua.

## Các trang thiết bị

### Máy bay quân sự
| Máy bay                   | Hình                      | Xuất xứ                   | Loại hình                 | Sự khác biệt              | Phục vụ                   | Ghi chú                                                 |
| Máy bay tuần tra hàng hải | Máy bay tuần tra hàng hải | Máy bay tuần tra hàng hải | Máy bay tuần tra hàng hải | Máy bay tuần tra hàng hải | Máy bay tuần tra hàng hải | Máy bay tuần tra hàng hải                               |
| ------------------------- | ------------------------- | ------------------------- | ------------------------- | ------------------------- | ------------------------- | ------------------------------------------------------- |
| Dornier 228               |                           | Đức · Ấn Độ               | Máy bay trinh sát         | 101/201                   | 36                        | 2 chiếc theo đơn đặt hàng                               |
| Trực thăng                |                           |                           |                           |                           |                           |                                                         |
| HAL Dhruv                 |                           | Ấn Độ                     | Trực thăng đa nhiệm       | Mk. I                     | 4                         | 9 chiếc Mk.III nữa sẽ thay thế HAL Chetak đang phục vụ. |
| HAL Dhruv                 | Mk. III                   | Ấn Độ                     | Trực thăng đa nhiệm       | 16                        |                           | 9 chiếc Mk.III nữa sẽ thay thế HAL Chetak đang phục vụ. |
| HAL Chetak                |                           | Pháp · Ấn Độ              | Trực thăng đa nhiệm       |                           | 17                        |                                                         |

### Các tàu tuần tra

#### Hiện tại
| Loại tàu                     | Hình                      | Xuất xứ                                         | Loại hình                 | Thời gian sử dụng         | Phục vụ                   | Ghi chú                   | |
| Tàu kiểm soát ô nhiễm (3)    | Tàu kiểm soát ô nhiễm (3) | Tàu kiểm soát ô nhiễm (3)                       | Tàu kiểm soát ô nhiễm (3) | Tàu kiểm soát ô nhiễm (3) | Tàu kiểm soát ô nhiễm (3) | Tàu kiểm soát ô nhiễm (3) | Tàu kiểm soát ô nhiễm (3) |
| ---------------------------- | ------------------------- | ----------------------------------------------- | ------------------------- | ------------------------- | ------------------------- | ------------------------- | --- |
| Tàu Samudra                  |                           | Ấn Độ                                           | Tàu kiểm soát ô nhiễm     | 2010–nay                  | 3,960 tấn                 | 3                         | |
| Tàu tuần tra ngoài khơi (27) |                           |                                                 |                           |                           |                           |                           | |
| Tàu Samarth                  |                           | Ấn Độ                                           | Tàu tuần tra ngoài khơi   | 2015–nay                  | 2,400 tấn                 | 11                        | |
| Tàu Sankalp                  |                           | Ấn Độ                                           | Tàu tuần tra ngoài khơi   | 2008–nay                  | 2,325 tấn                 | 2                         | |
| Tàu Samar                    |                           | Ấn Độ                                           | Tàu tuần tra ngoài khơi   | 1996–nay                  | 2,300 tấn                 | 4                         | |
| Tàu Vikram                   |                           | Ấn Độ                                           | Tàu tuần tra ngoài khơi   | 2018–nay                  | 2,140 tấn                 | 7                         | |
| Tàu Vishwast                 |                           | Ấn Độ                                           | Offshore patrol vessel    | 2010–nay                  | 1,800 tấn                 | 3                         | |
| Tàu tuần tra nhanh (44)      |                           |                                                 |                           |                           |                           |                           | |
| Tàu Aadesh                   |                           | Ấn Độ                                           | Tàu tuần tra nhanh        | 2013–nay                  | 290 tấn                   | 20                        | |
| Tàu Rajshree                 |                           | Ấn Độ                                           | Tàu tuần tra nhanh        | 2012–nay                  | 275 tấn                   | 13                        | 1 chiếc được chế tạo dành cho Lực lượng Bảo vệ bờ biển Seychelles.                                                                  |
| Tàu Rani Abbaka              |                           | Ấn Độ                                           | Tàu tuần tra nhanh        | 2009–nay                  | 275 tấn                   | 5                         | |
| Tàu Sarojini Naidu           |                           | Ấn Độ                                           | Tàu tuần tra nhanh        | 2002–nay                  | 270 tấn                   | 6                         | 1 chiếc ngừng hoạt động vào ngày 27 tháng 4 năm 2023. 2 chiếc bổ sung được chế tạo cho Lực lượng Bảo vệ Bờ biển Quốc gia Mauritius. |
| Tàu tuần tra (82)            |                           |                                                 |                           |                           |                           |                           | |
| Tàu Bharati                  |                           | Ấn Độ                                           | Tàu tuần tra              | 2013–nay                  | 107 tấn                   | 6                         | 9 chiếc sẽ được đưa vào hoạt động                                                                                                   |
| Tàu L&T                      |                           | Ấn Độ                                           | Tàu đánh chặn nhanh       | 2012–nay                  | 90 tấn                    | 54                        | |
| Tàu ABG                      |                           | Ấn Độ                                           | Tàu đánh chặn nhanh       | 2000–nay                  | 90 tấn                    | 13                        | |
| Tàu đánh chặn (14)           |                           |                                                 |                           |                           |                           |                           | |
| Tàu Timblo                   |                           | Ấn Độ                                           | Tàu đánh chặn             | 2010–nay                  | 7 tấn                     | 10                        | |
| Tàu Bristol                  |                           | Ấn Độ · Vương quốc Liên hiệp Anh và Bắc Ireland | Tàu đánh chặn             | 2004–nay                  | 5 tấn                     | 4                         | |
| Ca nô đệm khí (18)           |                           |                                                 |                           |                           |                           |                           | |
| Ca nô đệm khí Griffon        |                           | Vương quốc Liên hiệp Anh và Bắc Ireland         | Ca nô đệm khí             | 2000–nay                  | 27 tấn                    | 18                        | 6 chiếc H-181 (Griffon 8000TD) và 12 chiếc H-187 (Griffon 8000TD)                                                                   |

#### Trước đây
| Loại tàu          | Hình         | Xuất xứ                                 | Loại hình               | Thời gian sử dụng | Phục vụ      | Ghi chú |              |
| Tàu tuần tra      | Tàu tuần tra | Tàu tuần tra                            | Tàu tuần tra            | Tàu tuần tra      | Tàu tuần tra | Tàu tuần tra | Tàu tuần tra |
| ----------------- | ------------ | --------------------------------------- | ----------------------- | ----------------- | ------------ | --- | ------------ |
| Tàu Priyadarshini |              | Ấn Độ                                   | Tàu tuần tra nhanh      | 1992–1998         | 215 tấn      | Cả 8 chiếc đều đã ngừng hoạt động. |              |
| Tàu Vikram        |              | Ấn Độ                                   | Tàu tuần tra ngoài khơi | 1983–1992         | 1,220 tấn    | 6 chiếc ngừng hoạt động, 1 chiếc bị thất lạc, 2 chiếc được chuyển giao. |              |
| Tàu Rajhans       |              | Ấn Độ                                   | Tàu tuần tra            | 1980–1987         | 200 tấn      | Cả 5 chiếc đều ngừng hoạt động. |              |
| Tàu Tara Bai      |              | Ấn Độ · Singapore                       | Tàu tuần tra ven biển   | 1987–1990         | 236 tấn      | Cả 6 chiếc đều đã ngừng hoạt động. |              |
| Tàu Blackwood     |              | Vương quốc Liên hiệp Anh và Bắc Ireland | Tàu tuần tra ngoài khơi | 1978–1988         | 1,456 tấn    | 2 chiếc tàu cũ là Kirpan và Kuthar được chuyển giao từ Hải quân Ấn Độ từ năm 1978. Chiếc Kirpan đã ngừng hoạt động kể từ năm 1987, còn Kuthar ngừng hoạt động kể từ tháng 9 năm 1988. |              |